# Safe place
A Safe Place (magyarul: Biztonságos Hely) egy amerikai - megelőzésen alapuló - összefogás, melynek célja, hogy azonnali támogatást nyújtson a 18 év alatti segítségre és biztonságra szoruló fiataloknak. Kijelölt Safe Place lehet bármilyen vállalat és szervezet, mely kész arra, hogy bármikor elérhető legyen a fiatalok számára az ország bármely pontján (pl.: könyvtárak, tűzoltóállomás). 

## Rövid története
1983 A Safe Place program létrehozása a YMCA louisville-i ifjúsági menedék által
1991 A nemzeti Safe Place tevékenységét George H. W. Bush egykori amerikai elnök is elismeri
1995 A nemzeti Safe Place program megszerzi első nagy támogatóját, a Providian-t
1998 Első nemzeti Safe Place hét
2012 Safe Place logó megújulása
2018 Huszadik nemzeti Safe Place hét, és a Safe Place program megalakulásának 35. évfordulója

## Működése
A legtöbb fiatal a közösségi média különböző eszközei révén, kisebb részük pedig iskolai, vagy egyéb közösségi programok alkalmával ismerkedhet meg a Safe Place programmal, melynek keretén belül mindannyian szórólapot kapnak.  Ezen szerepel a legközelebbi Safe Place elérhetősége, valamint egy rövid tájékoztató a program jelentőségéről.  
Első lépés – A fiatal megérkezik egy Safe Place-re és segítséget kér. 
Második lépés – A helyi alkalmazott egy kényelmes, csendes helyre vezeti a fiatalt, és megkéri Őt, hogy várjon amíg értesíti a legközelebbi Safe Place munkatársat.
Harmadik lépés – Harminc percen belül egy képzett Safe Place önkéntes érkezik, hogy beszéljen a fiatallal, és ha szükséges gondoskodik a központi irodába való szállításáról.
Negyedik lépés – A központi irodában a személyzet támogatást nyújt a fiatalnak és megbizonyosodik arról, hogy a gyermek és a családja minden szükséges szakmai segítséget megkap a jövőben.

## Jelentősége
A fiatalok gyakran találkozhatnak számukra feldolgozhatatlannak tűnő problémával életük során, mely sok esetben vezet ahhoz a kockázatos döntéshez, hogy elmeneküljenek a probléma okozójától. Azonban leggyakrabban az otthon elhagyása nem egy olyan döntés, amit mindannyian meg is akarnak tenni. Ezért a Safe Place-ek egyfajta biztonságos hálót kínálnak nekik, melyek célja ezáltal nem csak a fiatalok, de családjaik és egész közösségek megerősítése és segítése is.
A leggyakoribb problémák, melyek következtében a fiatalok Safe Place programhoz fordulnak (2017):
- Családi problémák 30,8%
- Hajléktalanság 29,6%
- Elmenekülés 12,2%
- Abúzus/elhanyagoltság 5,6%
- Mentális problémák 5,4%
- Azonnali biztonság keresése 2,3%
- Iskolai problémák 1,2%
- Öngyilkosság gondolata 1,7%
- Egyéb 11,1%

## Kritikája
A Safe Place mint fogalom, az alapító szervezettől elrugaszkodva mintegy önálló életet kezdett, teret hódítva magának az Egyesült Államokban. Az elsősorban egyetemi hallgatókra jellemző tevékenység lényege, hogy meg akarják tisztítani a  kampuszokat az olyan szavaktól és elképzelésektől, amelyek felvetése kényelmetlen lehet valaki számára, kihívás elé állíthatja a másik nézetrendszerét. Ezzel az ötlettel szemben fogalmaz meg erős kritikát Jonathan Haidt szociálpszichológus és Greg Lukianoff, akik mindketten úgy vélik, hogy ez a magatartásforma, többet árt a fiataloknak, mint amennyit használ. Ugyanis véleményük szerint ez nagy mértékben hátráltatja az amerikai fiatalok érzelmi és szociális fejlődését, valamint a problémákkal való megküzdés különböző módjainak elsajátítását.